# Jacob Rubinstein

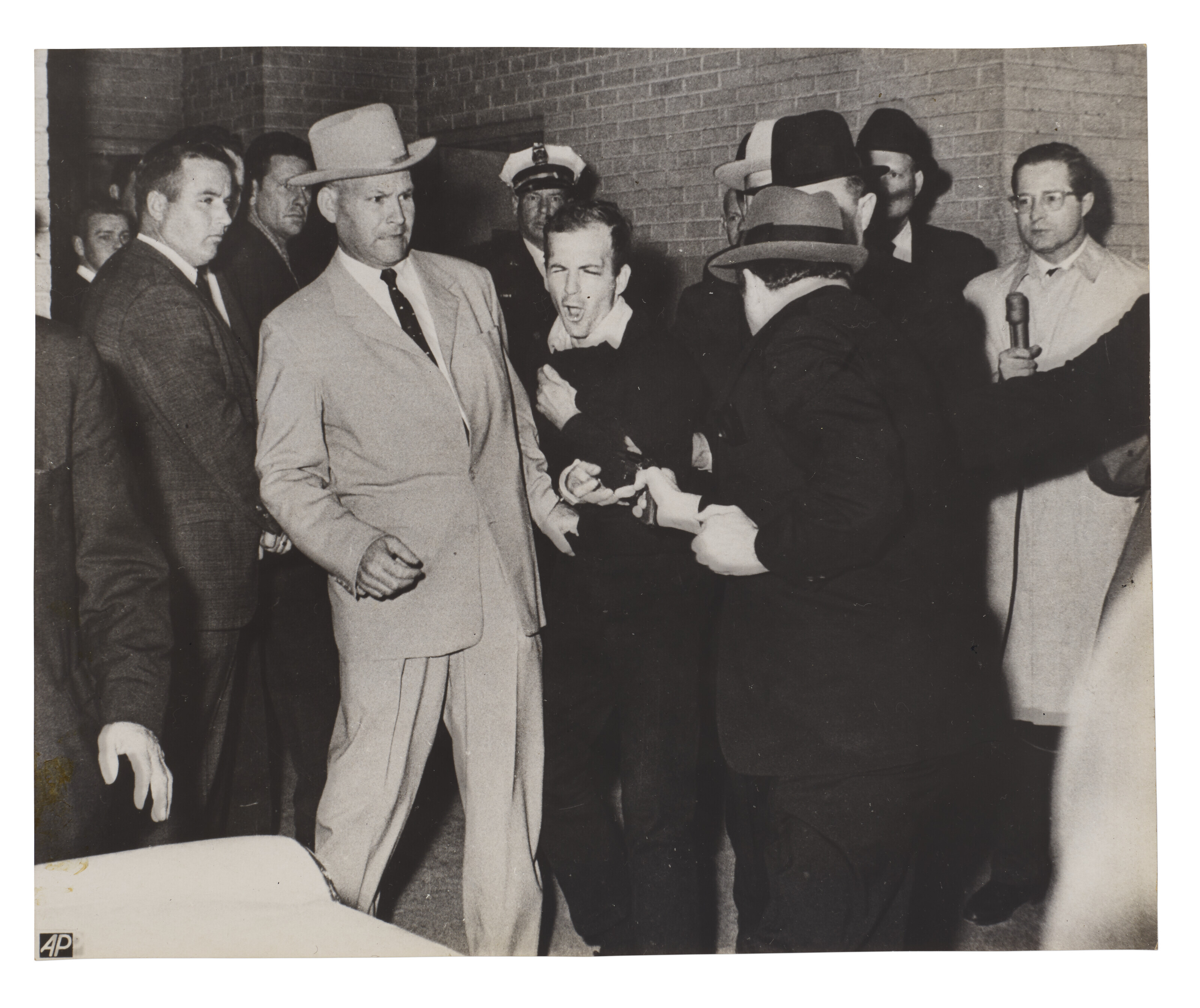
Jack Ruby střílí Leea Harveyho Oswalda, foto: Robert H. Jackson

Jacob Rubinstein, někdy též psán Jacob Rubenstein (25. března 1911 Chicago – 3. ledna 1967 Dallas), který si legálně změnil jméno na Jack Leon Ruby, byl majitelem nočního klubu v texaském Dallasu. Dne 14. března 1964 byl odsouzen k trestu smrti za vraždu Lee Harvey Oswalda, hlavního podezřelého ze spáchání atentátu na prezidenta Kennedyho, spáchanou 24. listopadu 1963. Proti rozsudku se sice úspěšně odvolal, avšak než mohlo začít nové soudní řízení, vážně onemocněl rakovinou plic a následně zemřel.
Své přesné motivy pro vraždu Oswalda však nikdy nevysvětlil a svůj čin zdůvodnil pouze nejasnými výroky jako např. „chtěl jsem ušetřit vdovu po zesnulém prezidentovi od útrap, jimiž by musela projít při procesu s vrahem svého manžela“ nebo „Svět se nikdy nedozví pravdu o atentátu: jinými slovy, moje pravdivé motivy... naneštěstí ti lidé, kteří tím tolik získali a kteří měli silný motiv mne dostat do této situace, nikdy nedovolí, aby skutečná pravda spatřila světlo světa.“